# Schwalldorf
Schwalldorf [ʃvaldɔʁf] es una pedanía de la ciudad de Rottemburgo del Néckar en el distrito de Tubinga en el estado federado alemán de Baden-Württemberg.

## Geografía
Schwalldorf se ubica aproximadamente 7 km en el sudoeste del Rottenburg en un altiplano a la derecha del río Neckar de 360 metros de altura a 492.

### La extensión
La extensión del lugar es de 581 hectáreas. Los suelos agrícolas ocupan un 65,1%, los bosques un 25,6% y un 8,6% es ocupado por la infraestructura local y 0,7% es utilizado con otros motivos.

### Pueblos vecinos
Las siguientes localidades limitan con Schwalldorf, en el sentido de las agujas del reloj comenzando en el norte: Bad Niedernau, Weiler, Dettingen, Hirrlingen, Frommenhausen, Bieringen y Obernau (todo el distrito Tubinga). A excepción de Hirrlingen, todos los lugares que lindan son barrios del Rottenburg.

## Población
La población de Schwalldorf, 781 habitantes a fines de enero de 2008, la convierte en uno de los barrios más pequeños de Rottenburg. La extensión es de 5,81 km², por lo cual, la densidad de población es de unos 134 habitantes por kilómetro cuadrado.

### Demografía
| Año  | Número de habitantes |
| ---- | -------------------- |
| 1581 | (calculado en) 225   |
| 1764 | (calculado en) 315   |
| 1771 | 364                  |
| 1804 | 477                  |
| 1810 | 503                  |
| 1822 | 622                  |
| 1834 | 737                  |
| 1846 | 621                  |
| 1858 | 578                  |
| 1880 | 693                  |
| 1890 | 682                  |
| 1895 | 530                  |
| 1900 | 522                  |

| Año  | Número de habitantes      |
| ---- | ------------------------- |
| 1910 | 494                       |
| 1925 | 458                       |
| 1939 | 417                       |
| 1950 | 536                       |
| 1960 | 445                       |
| 1970 | 458                       |
| 1980 | 510                       |
| 1990 | 659                       |
| 2000 | 783                       |
| 2003 | 769                       |
| 2006 | 794                       |
| 2008 | 781                       |
| 2015 | (Estimación) De 820 a 890 |

### Religión
En Schwalldorf, la mayoría de sus habitantes son católicos. Aproximadamente 100 habitantes son de la creencia evangélica. Unos cuantos son ateos o pertenecen a alguna otra religión. Un servicio religioso evangélico tiene lugar cada cuarto domingo el mes a las 11 en la parroquia católica San Andreas.

## Escudo

El blasón de Schwalldorf.

El escudo fue diseñado e introducido por el Municipio del Schwalldorf de entonces en 1952. El blasón muestra una golondrina y una caracola marina separados por una faja ondulada de azur sobre campo de plata.
La caracola alude a uno de los dos núcleos poblacionales del pueblo, llamado "Schneckenhof" (en español: patio del caracol). La faja ondulada representa al agua, en referencia al hecho de que el nombre del pueblo deriva de "Schwalbrunnen", una fuente. En los alrededores del pueblo, sin embargo no hay abundancia de agua. Otra teoría, que es más etimológica por la gente es representada por la golondrina azul (alemán: Schwalbe).
Otra teoría es que, como el pueblo es una localidad de origen Franco-Alámanico; la teoría más probable es, que el nombre de pueblo se derivó de un jefe de clan alamánico llamado "Swalo".

## Cultura y monumentos

### Arquitectura

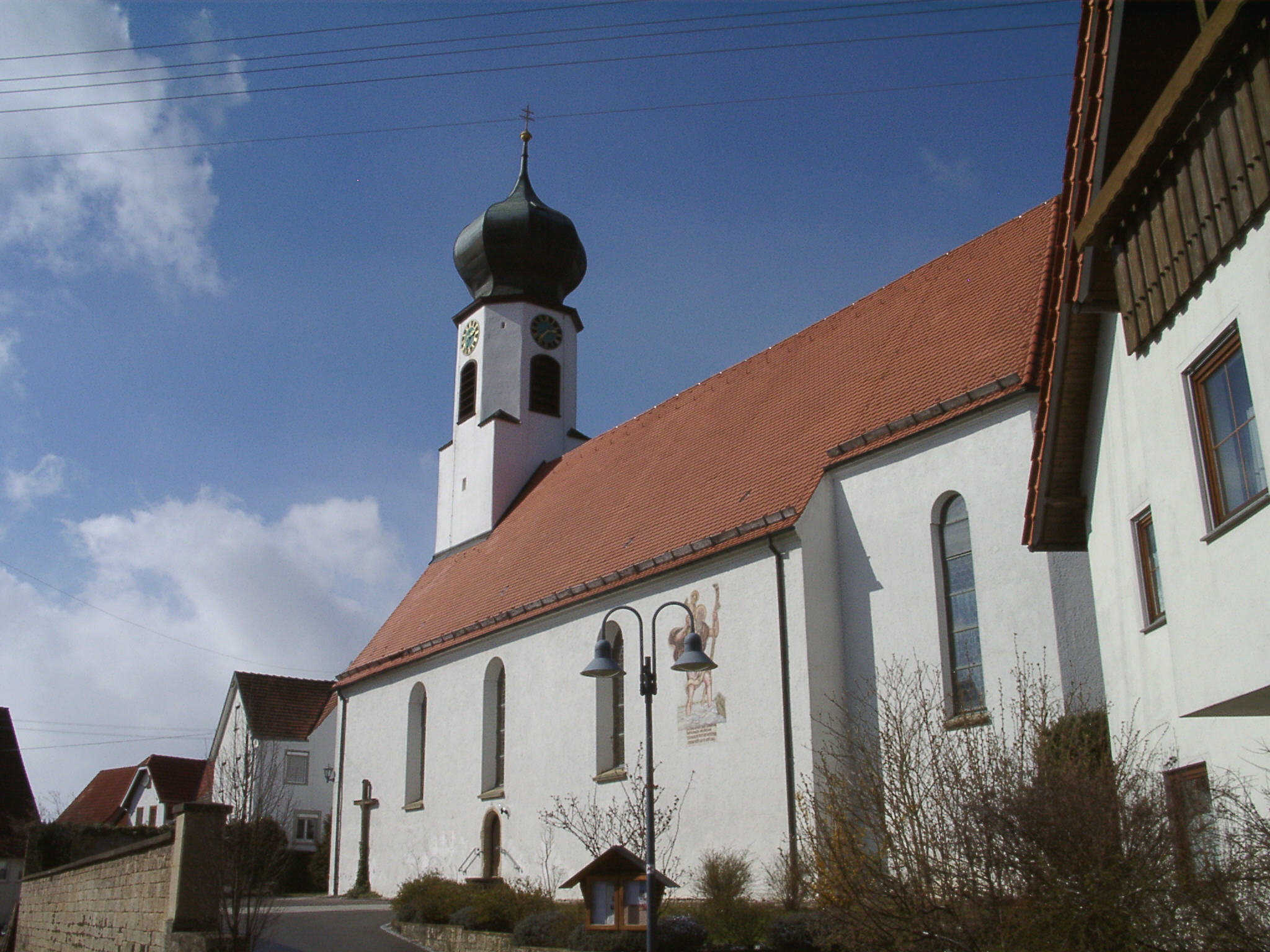
Iglesia parroquial Santo Andreas.

#### La iglesia parroquial San Andreas
La iglesia parroquial del lugar fue construida en 1733 en estilo del barroco y está consagrada a San Andrés. Antes se encontraba en el lugar una capilla, mencionada en 1357 por primera vez, también en honor de dicho santo desde 1437. La capilla fue elevada a iglesia parroquial en 1507. Cuando esta iglesia parroquial se hizo demasiado pequeña para el municipio creciente, se decidió erigir en 1732 una nueva.

#### El puente romano
Al principio del "Wolfsschlucht" (Barranco del Lobo) en dirección a Bad Niedernau hay un puente construido por los romanos. Tal barranco está aproximadamente dos kilómetros al este del lugar.

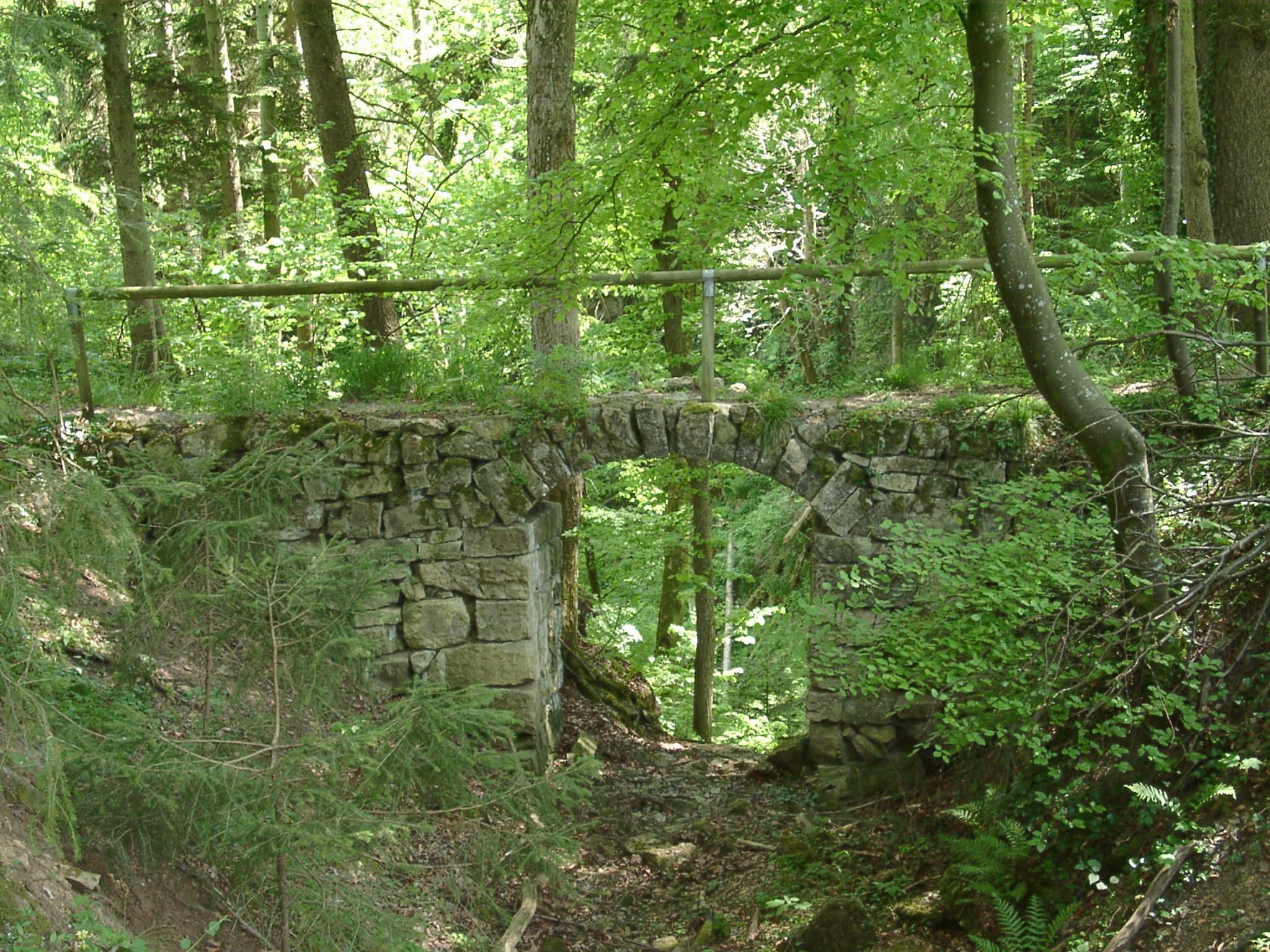
El puente de romano junto al "Barranco del Lobo".

### Eventos regulares
- Schwäbisch-Alemannische Fasnet:  La "Fasnet" (el carnaval suabo-alemánico) tiene en los alrededores del Rottenburg un gran valor. Una "Vassnacht" era mencionado ya a principios del siglo XV en Rottenburg. En la ciudad católica y sus alrededores la animación barrenado es la tradición. En Schwalldorf el primer grupo de carnaval, las "Elbenlocher Hexen" (las brujas del Elbenloch) se hacía solo en 1984 fundado. El Elbenloch es un bosque, donde brujas deben haber reunieron en el medievo. El grupo es una indirecta para el tiempo de la persecución de brujas. En 1989 la unión de carnaval suabo-alemánico llamada "Narrenzunft Schwalldorf" (El Gremio de Bufónes de Schwalldorf) era fundada. La temporada de carnaval suabo-alemánico comienza oficialmente el 6 de enero con el quitar el polvo tradicional las máscaras de madera. La "Fleggafasnet" (suabo: el carnaval de pueblo) con el desfile por el pueblo tiene lugar el sábado antes de Hauptfasnet (el carnaval cefálico), una semana antes de la temporada alta en Rottenburg. Durante los últimos años participaban más de 1000 bufónes (carnavaleros) en el desfile local. La "Hauptfasnet" situá aproximadamente en el tiempo entre el principio de febrero y el fin de febrero. Esto dura del jueves hasta el martes.

- La Fiesta del pastel de cebolla: En el último fin de semana de las vacaciones escolares de verano (a principios de septiembre) las uniones locales organizan la fiesta del pastel de cebolla. Es una fiesta contemplativa pequeña en el núcleo del lugar. La fiesta del pastel de cebolla existe desde 1986 y se ha establecido como fiesta de aldea.

## Infraestructura
El pueblo no posee vías de comunicación amplias. Igual que como sucede en otros barrios de Rottenburg, allí no se registra un gran aumento de la población desde las décadas pasadas.

### Telecomunicación
Hasta una modificación de la red local en 2005, el uso de Internet solo era posible con ISDN. Desde entonces la DSL light (384 kbits/sec) ha estado disponible en algunas calles. Una conexión de Internet más rápida no es posible, por causa de los viejos alambres. Una modernización de la conexión sería intrincada y poco productivo debido a la pequeña cantidad de casas en el pueblo, que es de aproximadamente unas 250 viviendas. La Deutsche Telekom requiere una cantidad mínima de 300 casas que exigen una conexión más rápida para reemplazar los viejos alambres. Hay gente, sobre todo los ancianos, que no están interesados en una conexión de internet más rápida.
Varios barrios están conectados por una conexión de Internet lenta. En julio de 2008 una iniciativa civil para DSL se hacía en Bieringen, un pueblo vecino de Schwalldorf. La meta de iniciativa estaba conseguir una conexión de Internet más rápida por la radio. A ello un radiofaro hubiera que ser erigido en la superficie alta en Schwalldorf. Pero en agosto el proyecto se hacía ya nulo, dado que el ayuntamiento de Rottenburg anunciaba una oferta pública. Si el proyecto sale bien, DSL será disponible a la velocidad de 16.000 kbits/s en Schwalldorf.

### Tráfico
La "Kreisstraße 6943" (K 6943 = carretera provincial 6943) conduce de Bad Niedernau (de Rottenburg) o Frommenhausen hacia Schwalldorf. La carretera se conocía anteriormente como Landstraße 392 (L 392 = carretera 392), antes de que la categorizaran como una carretera provincial. La K 6943 sirve como conexión entre la L 370, carretera que pasa a través de las localidades de (Horb-Rottenburg-Tubinga) y la L 392, que pasa a través de (Hirrlingen-Felldorf). La K 6943 se une con la carretera L 392 en el pueblo de Frommenhausen y esta llega hasta la carretera L 370 en dirección a Bad Niedernau. El volumen de tráfico es bajo, así que la exposición al ruido en el pueblo es baja.

### Transporte público
En el transporte público hay una línea de autobuses entre Rottenburg y Horb am Neckar o de Rottenburg a Felldorf, la ruta de autobús 7626. De lunes a viernes, los autobuses llegan aproximadamente cada hora desde las 6:00 hasta las 19:00. El sábado hay una conexión en un intervalo regular de dos horas desde aproximadamente las 7:00 hasta las 17:00. Para el tiempo entre 19 hasta la medianoche durante días laborables y por las noches del viernes en el sábado y del sábado en el domingo existe el sistema "Anmeldefahrten" (llamada de viajes). Este sistema consiste en que los autobuses conducen a esas horas solo en caso de ser necesario. El autobús tiene que ser pedido al menos 60 minutos antes de la salida según el horario.

### Formación y educación
Schwalldorf tiene un jardín de infancia y una escuela primaria. El jardín de infancia "San Andreas" es un jardín de infancia católico y fue al principio organizado por monjas. Aunque también este jardín de infancia está abierto a niños de otras religiones. La escuela primaria fue fundada en 1995 y no tiene ningún nombre especial. Es llamado "Grundschule Schwalldorf-Frommenhausen" (Escuela primaria Schwalldorf-Frommenhausen). Frommenhausen es el pueblo vecino.
El jardín de infancia de San Andreas y la escuela primaria están en el peligro del cierre, debido al número decreciente de niños. El ayuntamiento en Rottenburg quiere instalar el llamado "Kindergartenbezirke" (sectores del jardín de infancia). Esto significa que jardín de infancias más pequeño estará cerrado, y los niños deben ir en autobús a otro pueblo.

## Personalidades

### Hijos del lugar
- Michael Mayer (1833-1892), escultor
- Lukas Jungel (1886-1940), alcalde, víctima del nacionalsocialismo

### Personalidades que han actuado en el lugar
- Franz Egger (1882-1945), párroco, víctima del nacionalsocialismo